# Fidel Socin
Fidel Socin war eine Harmonika- und Harmoniummanufaktur, die der aus Sarnonico im Nonsberg stammende Fedele (Fidel) Socin im Jahr 1871 in Bozen in der Fleischgasse, der heutigen Museumstraße, begründet hat. Die nach ihrem Firmengründer benannte Fabrik stellte nicht nur Instrumente her, sondern übernahm auch Reparaturen. Eine neue Produktionsstätte wurde 1899 in der Kaiserin-Elisabeth-Straße, der heutigen Sparkassenstraße, errichtet. 1902 stieg Fidel Socins Sohn Rüdiger (Ruggero) als Partner in die Firma ein und führte das Unternehmen nach dem Tod des Vaters im Jahr 1917. Harmonikas der Marke Fidel Socin wurden in Europa verkauft sowie nach Russland, Australien, Nordafrika und in die Vereinigten Staaten exportiert.
In den 1930er Jahren übernahm Bruno Socin, Ruggeros einziger Sohn, die Leitung der Firma. Er führte das Unternehmen bis zu seinem Tod im Oktober 1960.